# Ричардсон, Исраэль
Исраэль Буш Ричардсон (Israel Bush Richardson) (26 декабря 1815 – 3 ноября 1862) - американский военный, участник мексиканской войны и гражданской войны, где сражался на стороне армии Севера. За свои боевые качества получил прозвище «Драчливый Дик». Был смертельно ранен во время сражения при Энтитеме.

## Ранние годы
Ричардсон родился в Фэрфаксе, в штате Вермонт. Он предположительно являлся потомком Исраэля Патнэма, американского генерала эпохи борьбы за независимость. В 1838 году он поступил в военную академию Вест-Пойнт и окончил её 38-м по успеваемости в выпуске 1841 года. Он был направлен в 3-й пехотный полк во временном звании второго лейтенанта, но уже осенью того года (30 сентября) получил постоянное звание второго лейтенанта. В 1841—1842 годах служил во Флориде, в гарнизоне форта Стенсбери. Впоследствии служил на фронтире, в Техасе и в Мексике.
Участвовал в сражениях при Пало-Альто, при Ресаке и при Монтеррей. 21 сентября 1846 года стал первым лейтенантом, и в тот же день принял участие в осаде Веракруса. 20 августа 1847 получил временное звание капитана за отличие в сражениях при Контрерас и Чурубуско. 13 сентября 1847 года Ричардсон участвовал в штурме Чапультепека, за что получил временное звание майора. После войны он служил в основном в Техасе, 5 марта 1851 года стал капитаном 3-го пехотного полка и в том году служил в форте Филмор, где его командиром (подполковником) был Диксон Майлз. 30 сентября 1855 года покинул армию и стал фермером в штате Мичиган.

## Гражданская война
Когда началась гражданская война, Ричардсон оставил свою ферму и вступил в добровольческую армию США. Он сам набрал и сформировал 2-й Мичиганский пехотный полк. Один из рядовых потом вспоминал: «Всякого рода речи были для него мучением. Никто не помнил, чтобы он говорил безостановочно более двух минут — с той самой минуты, как появился в полку. Он всегда предпочитал действовать без лишних церемоний».
В те же дни (18 мая 1861) он женился на Фэнни Трэвор из мичиганского округа Уэйн. Ричардсон отправился со своим полком в Вашингтон, где Уинфилд Скотт встретил его словами: «Я рад, что 'Драчливый Дик' снова со мной!». 25 мая 1861 года ему было присвоено звание полковника и он был назначен командиром 4-й бригады 1-й дивизии (Тайлера) в только что сформированной армии генерала Ирвина Макдауэлла. Эта бригада состояла из 4-х пехотных полков:
- 1-й Массачусетский пехотный полк плк-а. Роберта Каудина[англ.]
- 2-й Мичиганский пехотный полк майора Адольфуса Уильямса
- 3-й Мичиганский пехотный полк плк-а. Даниеля Макконелла
- 12-й Нью-Йоркский пехотный полк плк-а. Эзры Уалрата

Люди Ричардсона сделали первые выстрелы по противнику во время Первого сражения при Булл-Ран, когда дивизионный командующий Тайлер поручил им провести разведку боем у Блэкберн-Форд. После неудачного исхода сражения бригада Ричардсона прикрывала отступление федеральной армии, и в это время Ричардсон вступил в конфликт с полковником Майлзом. Впоследствии это привело к переводу Майлза из армии Макдауэлла.
После сражения Ричардсон получил звание бригадного генерала. Оно было оформлено задним числом от 17 мая 1861 года.
3 октября 1861 года была создана дивизия Хейнцельмана, в которой Ричардсон возглавил 1-ю бригаду. Она состояла из двух его прежних полков и двух нововведённых:
- 2-й Мичиганский пехотный полк полк-ка Орландо По
- 3-й Мичиганский пехотный полк полк-а. Стивена Чемплина
- 5-й Мичиганский пехотный полк полк-а. Генри Терри
- 37-й Нью-Йоркский пехотный полк полк-а. Самуэля Хаймана

21 марта 1862 года был сформирован II корпус Потомакской армии, и Ричардсон был назначен командиром его 1-й дивизии. Дивизия состояла из трёх бригад (11 полков):
- Бригада Оливера Ховарда
- Бригада Томаса Мара[англ.]
- Бригада Уильяма Френча[3].

Этой бригадой Ричардсон командовал в сражении при Севен-Пайнс, где на него пришлась основная нагрузка во второй фазе боя, когда он был атакован бригадами Махоуна и Армистеда. Считается, что во время боя он обратился к 5-му ньюгемпширскому полку со словами: «Пятый ньюгемпширский, вспомните ваши гранитные холмы; стойте же непоколебимо, как ваши родные каменные стены!».
Дивизия участвовала также в Семидневной битве, в частности, в сражениях при Саваж-Стейшен и Малверн-Хилл. После завершения Кампании на полуострове дивизию вместе со всем II корпусом отправили на усиление Вирджинской армии генерала Поупа. Ричардсон не успел ко второму сражению при Бул-Ране, а в сражении при Шантильи корпус задействован не был.
К началу мэрилендской кампании состав дивизии Ричардсона несколько изменился. Ховард ушёл в другую дивизию, и вместо него командиром 1-й бригады стал Джон Колдуэлл. Френч был повышен до командира дивизии, и 3-ю бригаду передали Джону Бруку. Дивизию держали в резерве во время сражения в Южных горах, но во время сражения при Энтитеме генералу Самнеру было приказано атаковать центр позиций противника.

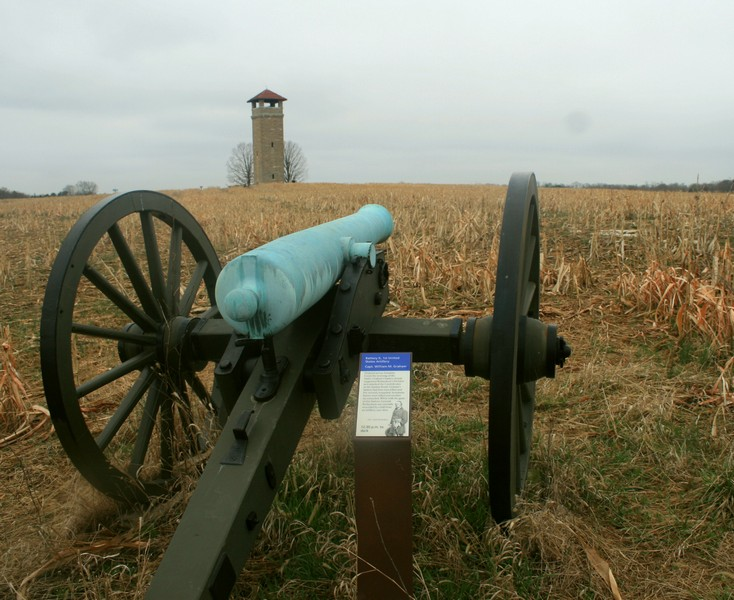
Место ранения генерала Ричардсона на энтитемском поле боя (башня стоит там, где находился правый фланг бригады Джорджа Андерсона).

В 08:30 Ричардсон переправил свою дивизию через Энтитем-Крик и в 10:30 подошел на помощь дивизии Френча, которая уже несколько раз безрезультатно атаковала позиции конфедератов на так называемой «Санкен-Роуд». Ричардсон послал в бой ирландскую бригаду генерала Мигера, которая атаковала северокаролинскую бригаду Джорджа Андерсона но, простояв 40 минут под огнём, отступила. Тогда Ричардсон послал в бой бригаду Колдуэлла, которой удалось опрокинуть фланг противника и прорвать центр обороны Северовирджинской армии. В этот момент Ричардсон был ранен осколком снаряда. Командование временно принял Колдуэлл, затем — Уинфилд Хэнкок, который и остался командиром дивизии.
Ричардсона отнесли в тыл. Рана была неопасной, но она повлекла ряд осложнений, и 3 ноября Ричардсон умер. Его тело перенесли в Детройт и похоронили на кладбище Оак-Хилл-Сементери.